# Grace Napolitano
Pour les articles homonymes, voir Napolitano.
Graciela Flores Napolitano dit Grace Napolitano, née le 4 décembre 1936 à Brownsville (Texas), est une femme politique américaine. Membre du Parti démocrate, elle est représentante de Californie de 1999 à 2025.

## Biographie
En juillet 2023, alors qu'elle est la représentante la plus âgée encore en fonction, elle annonce qu'elle ne sera pas candidate à un quatorzième mandat lors des élections de 2024.